# Абдаллах ібн Алі Аль-Рашид
Абдаллах ібн Алі Аль-Рашид (араб. عبد الله بن علي الرشيد; нар. 1788–1847) — 3-й емір Джебель-Шаммара у 1835—1847 роках.

## Життєпис
Походив з роду Аль-Рашид, що входив до клану Джаафар підгрупи Абідин арабського племені Шаммар. Син шейха Алі Аль-Рашида. Разом з братом Убайдом у 1810-х роках брав участь у повстанні батька проти еміра Мухаммеда Аль-Алі. Втім Алі Аль-Рашид зазнав поразки й вимушен був тікати.
Подорослішавши, Абдаллах вступив на службу до Туркі ібн Абдуллах, еміра Неджду, де потоваришував із його сином Фейсалом. 1834 року після смерті еміра Турки виступив на боці Фейсала проти іншого претендента на трон — Мішарі ібн Абдул-Рахмана, якого власноруч вбив. За це останній допоміг повалити шаммарського еміра Саліха Аль-Алі, але не зміг нав'язати племенам шаммар кандидатуру Абдаллаха. Тоді той рушив до Медини, де заручився підтримкою єгипетського валі. Тим часом його брат Убайд вистежив і вбив Саліха. Після цього брати Рашидіди змогли повернутися до Хаїлю. 1836 року Абдаллах склав васальну присягу еміру Фейсалу I і був затверджений як емір Джебель-Шаммара.
1837 року проти емірату Джеббель-Шаамар виступив єгипетський полководець Хуршид-паша, що швидко захопив Хаїль, де еміром був проголошений Іса Аль-Алі. Втім здирства і жорстокості єгиптян були настільки сильні, що через кілька місяців шамари повстали і змусили окупантів піти. Разом із ними покинув Хаїль та Іса. 1838 року Абдаллах особисто з'явився до Хуршид-паше і вмовив затвердити його еміром Джебель-Шаммара. В цей час Хуршид-паша повалив еміра Фейсала I, поставивши замість нього Халіда.
Абдаллах та його брат Убайд повністю контролювали Джебель-Шаммар і поступово з 1840 року (після залишення єгиптянами Неджду) поширили свою владу на навколишні племена. З 1841 року Абдаллах воював проти еміратів Бурайда і Унайза (в регіоні Ель-Касим). Спочатку військам шаммарів вдалося відбити 2 напади на Хаїль. Потім було завдано поразок ворожим еміром, що визнали зверхність Абдаллаха. За цим було поширено владу до Хаурана та від Східного Неджда до Хиджазьких гір. Також приєднано велику оазу Джауф.
У 1843 році Абдаллах з радістю прийняв у себе старого друга Фейсала, що втік з єгипетського полону, дав тому худобу, людей і гроші, допоміг повернути Ер-Ріяд, а потім визнав його сюзеренітет. Старший син Фейсала I — Абдаллах — одружився з дочкою Абдаллаха, а старший син Абдаллаха — Таляль — взяв за дружину дочку Фейсала — Аль-Джахару.
1845 року поновилася війна з еміратом Унайза, загін якого захопив шаммарський караван. У відповідь шаммари влаштували засідку і, вбивши сотні людей, захопили багато черед, що належали жителям Унайзи. У полон потрапив ворожий емір Абдаллах ібн Заміль. Убайд, брат еміра Джебель-Шаммара, порушивши традиційну аравійську повагу до особи полоненого, стратив еміра та його родичів. На зворотному шляху Убайд і Таляль здійснили успішний набіг на плем'я аназа — союзників емірату Унайза З великими труднощами еміру Абдаллху вдалося утихомирити гнів Фейсала I.
1847 року емір Абдаллах помер. Йому успадкував старший син Таляль.

## Творчість
В свій час був значним і шанованим поетом, складав вірші у жанрі набаті (народна арабська поезія).